# نمودار عنکبوتی
در ریاضیات نمودار عنکبوتی نقاط ادامه‌یافته را به نمودار اولز یا یک نمودار ون می‌افزاید.
نقاط نمایش‌دهنده، موارد توسط برخورد خطوط موجود در نمودار اولر هستند. این نقاط با اتصال به یکدیگر فرم و شکلی مانند تار عنکبوت می‌سازند.
نقاط متصل شده نمایش‌دهندهٔ وضعیت یا هستند که به عنوان فصل منطقی نیز شناخته می‌شود.نمودار عنکبوتی یک بیان بولین که شامل نمودار عنکبوتی اتحادگرا و نشان‌های منطقی {\displaystyle \land ,\lor ,\lnot } است.
برای مثال امکان دارد دو نمودار عنکبوتی با هم ترکیب شوند یا ترکیب نشوند یا نفی یک نمودار عنکبوتی دیگر باشند.

## مثال
در تصویر موجود، موارد زیر از نمودار اولر بدست می‌آیند:
{\displaystyle A\land B}
{\displaystyle B\land C}
{\displaystyle F\land E}
{\displaystyle G\land F}

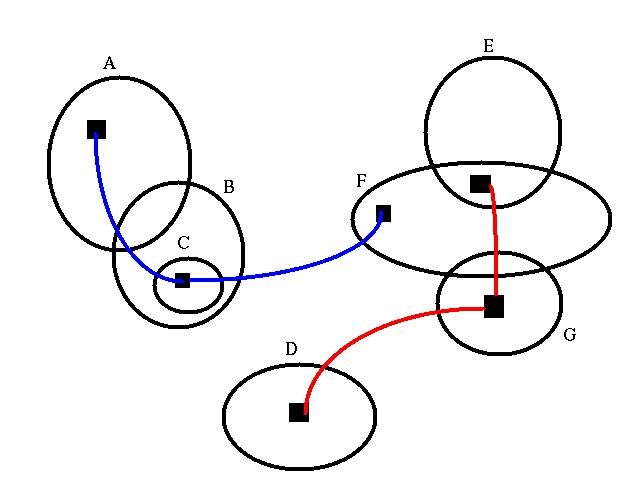
عدم انطباق منطقی در نمودار اولر

در universe of discourse تعریف شده توسط نمودار اولر،
درباره ترکیب فوق
همه حالات ممکنه در A از B و D از G به صورت جداگانه موجودند. مجموعه C فقط به صورت زیر مجموعه B موجود است. معمولاً در نمودارهای پیچیده singleton set  و/یا ترکیب‌ها ممکن است با دیگر ترکیب‌ها نمایش داده شود.
دو نمودار عنکبوتی در مثال مرتبط با منطق زیر چنین بیان می‌شود:
- عنکبوتی قرمز: {\displaystyle (F\land E)\lor (G)\lor (D)}
- عنکبوتی آبی: {\displaystyle (A)\lor (C\land B)\lor (F)}

## پیوند بیرونی
- Brighton and Kent University - Euler Diagrams